# Zdeňka Hledíková

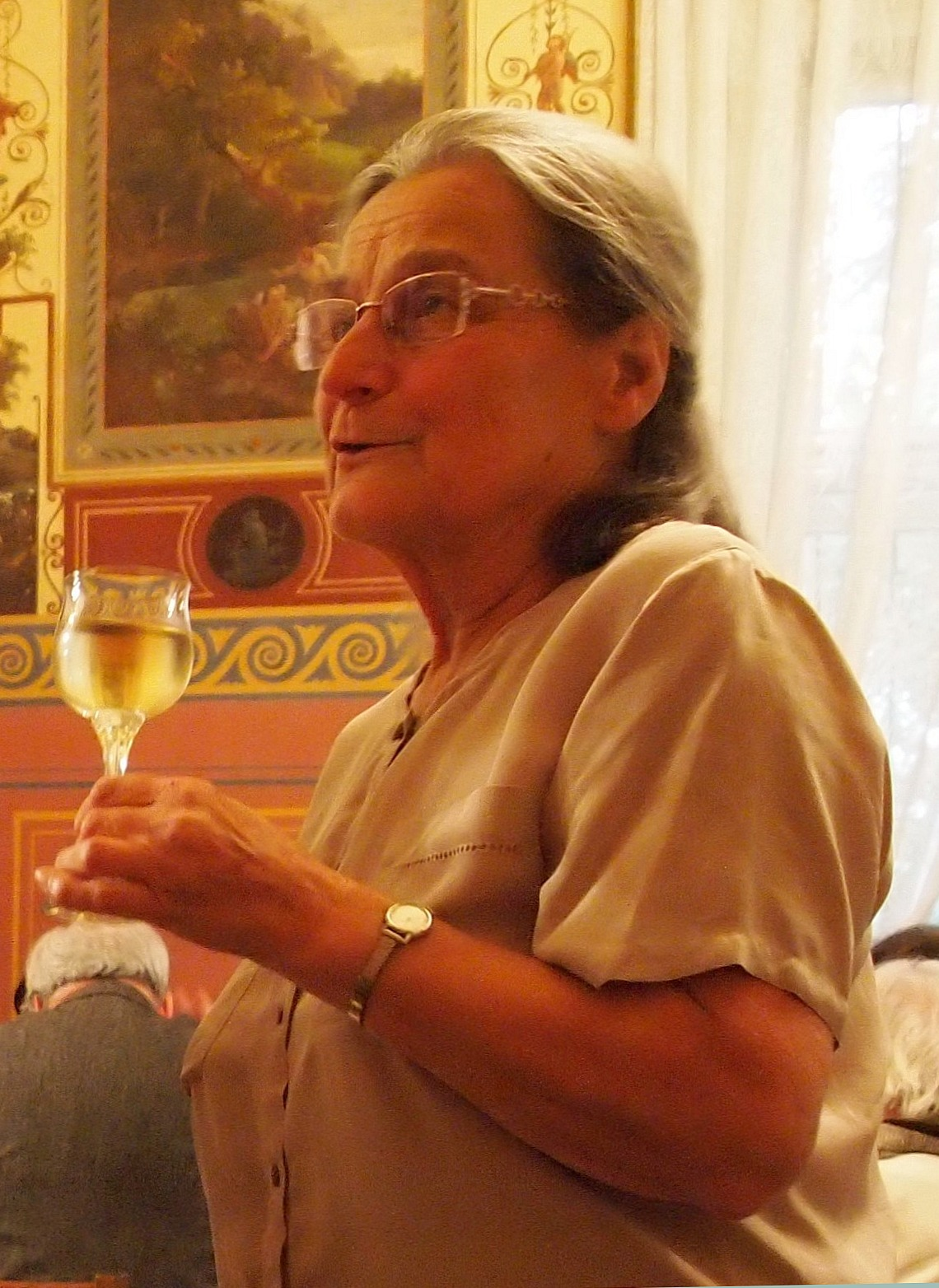
Zdeňka Hledíková (2010)

Zdeňka Hledíková (ur. 23 października 1938 w Pradze, zm. 13 listopada 2018) – czeska historyk i archiwistka.
Była profesorem w katedrze nauk pomocniczych i archiwistyki na Wydziale Filozoficznym Uniwersytetu Karola w Pradze. Była także kierownikiem Czeskiego Instytutu Historycznego w Rzymie. Specjalizowała się w historii średniowiecza, dziejach Kościoła i paleografii.

## Publikacje
- Arnošt z Pardubic, Vyšehrad 2008, ISBN 978-80-7021-911-9.
- Hledíková, Zdeňka – Dobeš, Jan – Janák, Jan, Dějiny správy v českých zemích od počátku státu po současnost, Praha 2005.
- Češi u římské kurie za prvních tří avignonských papežů, [w:] Český časopis historický 102, 2004, s. 249–272.
- Zdeňka Hledíková – Jaroslav V. Polc, Pražské koncily a synody předhusitské doby, Praha 2002.
- Pronikání kuriálního centralismu do českých zemí (Na dokladech provizních listin do roku 1342), [w:] Český časopis historický 88, 1990, s. 6–8.
- Alžběta, dcera Václava III, [w:] Mediaevalia historica Bohemica 8. 2001, s. 43–50.